# Burnout Revenge
Burnout Revenge és el 4t videojoc de la saga Burnout. Va ser llançat per PS2 i Xbox el 13 de setembre de 2005 als EUA i el 23 de setembre als Països Catalans i a la resta d'Europa, juntament amb el Burnout Legends per PSP. Aquest videojoc ha estat creat a causa a l'èxit de Burnout 3: Takedown, el Revenge hi ha un cert nombre de millores en els gràfics, la realitat física en el joc, la intel·ligècia dels contrincants (AI), com també l'habilitat per utilitzar el trànsit com a arma (Atac al trànsit).

## Noves característiques
Les pistes s'han millorat i ara serveixen per batallar, amb bastants rutes alternatives, dreceres i obstacles.
Altres noves característiques que hi ha és l'Atac al trànsit en plena carrera (l'habilitat per fer explotar el cotxe d'algú després d'un accident per provocar més danys), takedowns verticals, les pistes tenen moltes rutes amb oportunitats aèries enormes i admet al jugador destrossar cotxes del carrer sense destruir-se a si mateix ni canviar gaire de direcció.
Per xocar contra el trànsit, ha de ser contra vehicles lleugers (cotxes, petites furgonetes, etc.) anant a la mateixa direcció. Si es vol xocar contra un autobús o un camió de tràiler, o contra qualsevol vehicle que vagi de cara, el vostre cotxe es destrossarà per complet. Amb pràctica, això pot ser utilitzat per diverses funcions, destruir vehicles pesants o que vagin de cara, aconseguir punts extra en el mode Atac al transit i fer takedown de qualitat als rivals.

## Mode d'Accidents o xocs
El mode Accident s'ha retocat per incorporar un sistema de llançament nou amb efectes físics per propulsar el cotxe i llavors autodirigir-vos a la trajectòria aèria del vostre cotxe. Això vol dir que quan es fa el salt tot passarà després a un mode de càmera lenta i llavors amb l'ajut dels controls del comandament us podeu dirigir a on voleu xocar. El pes del cotxe també és important per a afectar millor al trànsit i volar a través de l'aire més lliurement (si el vostre cotxe pesa menys doncs us podreu moure millor).

## Mode a la Xarxa
El videojoc té un mode per jugar en línia per PS2 i per Xbox Live. Entre les característiques noves hi ha un sistema d'ordenació nou, un 'Tour d'Accidents', i un mode de 'Ràbia a la Carretera' en què l'equip Blau s'ha d'escapar per més temps possible de l'equip Vermell. Unes quantes setmanes abans que es llancés el videojoc, estava inclòs un demo en el videojoc de Madden NFL 06 per la PS2 i l'Xbox.

## Versió Xbox 360
El Burnout Revenge per la versió de la Xbox 360 inclou moltes noves característiques i millores de gràfics pel videjoc en la nova generació de videoconsola. El joc inclou 10 nous encreuaments per xocar en el Tour d'Accidents. També inclou un vast mode en línia millorat que
introdueix en línia de Revenge Rivals. Aquest sistema permet enregistrar del nombre de temps que acabin en la carrera o haver perquè ho pugui veure tothom. Sorgiran llargues rivalitats entre els jugadors mentre que els jugadors lluiten per fer la "Revenja" en els seus adversaris.
També inclou una nova característica per als Burnout Clips, que li permet salvar clips de 30 segons de qualsevol cursa quan s'ha desconnectat d'on juga i compartir-los amb jugadors de la Xbox Live.
A més, la versió d'Xbox 360 versió treu el comptador del començament del Mode d'Accidents que es veia en la versió de PS2 i/o Xbox.

## Contingut descarregable
La versió d'Xbox 360 del Burnout Revenge va ser el primer videojoc en treure avantatges de llocs de descàrregues, on pots portar la vostra Unitat de Memòria de la consola a llocs que
hi participen com el GameStop, Circuit City, i Best Buy, i descarregar nous continguts pel vostre joc a la Unitat de Memòria de l'Xbox 360.
Aquí hi ha contingut disponible de l'Xbox Live Marketplace en forma de nous cotxes per utilitzar en línia o d'un sol jugador. Els cotxes s'inclouen per l'Xbox 360, així com
- Alienware Car
- Dolby Car
- Monster Car
- Plantronics Car
- Spike TV Car
- Yellowcard Car

Aquests cotxes estan només disponibles només en línia fins que es pugui fer per tothom.

## Llista de curses
| Localització | Nom de carrera | Descripció |
| EUA          | Sunshine Keys  | Miami Beach, Florida Keys: Sunshine Keys hi ha bulevards amb tres carrils plens d'arbres i carrerons.                             |
| EUA          | Motor City     | Detroit: Aquesta pista hi ha molts carrerons i dreceres a través de magatzems i patis ferroviaris.                                |
| EUA          | Lone Peak      | Diversos Parcs Nacionals Americans: Això és una cursa a través del camp de la Costa Est amb muntanyes i al costat de penya-segat. |
| EUA          | Angel Valley   | Los Angeles: Angel Valley és un barri muntanyós de Los Angeles que inclou el Sunset Boulevard.                                    |
| Europa       | White Mountain | Alps suïssos: Aquesta pista hi ha molts cims glacials i se situa a Berna, Suïssa.                                                 |
| Europa       | Eternal City   | Roma: Eternal City està situada a Roma i també inclou el Coliseu.                                                                 |
| Àsia         | Eastern Bay    | Tòquio: Un Japó modern és l'estil principal d'aquesta carrera que inclou un gran nombre de senyals de neó.                        |
| Àsia         | Central Route  | Hong Kong: Central route té una semblança clara amb els carrers i edificis del gran Central District.                             |

## Continuació
Burnout 5 serà llançat el 2007 per PlayStation 3 i l'Xbox 360, i el Burnout Dominator serà llançat per Playstation 2 i la PSP el 6 de març de 2007.

## Premis
- E3 2005 Game Critics Awards: Millor videojoc de curses[2]
- Spike TV Video Game Awards 2005: Millor videojoc de conducció
- Posat als Top 50 de videojocs del 2005 a la revista Game Informer
- Spike TV Video Game Awards 2006: Millor videojoc de conducció (Xbox 360)
- Spike TV Video Game Awards 2006:Millor cançó -Yellowcard"Lights and Sounds"
- Gamespy: Millor videojoc de curses d'Xbox 360 de l'any
- E3 2006 El Millor del 2006: Millor Videojoc de Curses/Conducció (Xbox 360)
- Top 10 dels millors d'Xbox 360 del GameInformer (2n lloc)